# La Fortune des Rougon
La Fortune des Rougon (Bogatstvo Rougona), izvorno objavljen 1871. godine, prvi je roman u monumentalnoj seriji od dvadeset svezaka Les Rougon-Macquart Émilea Zole. Roman je dijelom priča o podrijetlu, s ogromnim brojem likova – od kojih mnogi postanu središnje figure kasnijih romana u seriji – a dijelom prikaz državnog udara u prosincu 1851. kojim je nastalo Francusko Drugo Carstvo pod Napoleon III. kako ga se doživljava u velikom provincijskom gradu u južnoj Francuskoj. Naslov se ne odnosi samo na bogatstvo za kojim jure protagonisti Pierre i Felicité Rougon, već i na bogatstvo različitih članova obitelji koje Zola predstavlja, čiji su životi od središnje važnosti za kasnije knjige u seriji.